# Lípa velkolistá ve Stříteži
Lípa velkolistá ve Stříteži je památný strom – lípa velkolistá nacházející se v obci Střítež v okrese Trutnov.
Stav k 1. 11. 2009
- výška: 15 m
- obvod kmene: 577 cm
- výška koruny: 13 m
- šířka koruny: 20 m
- stáří: 250 let[1]

## Galerie

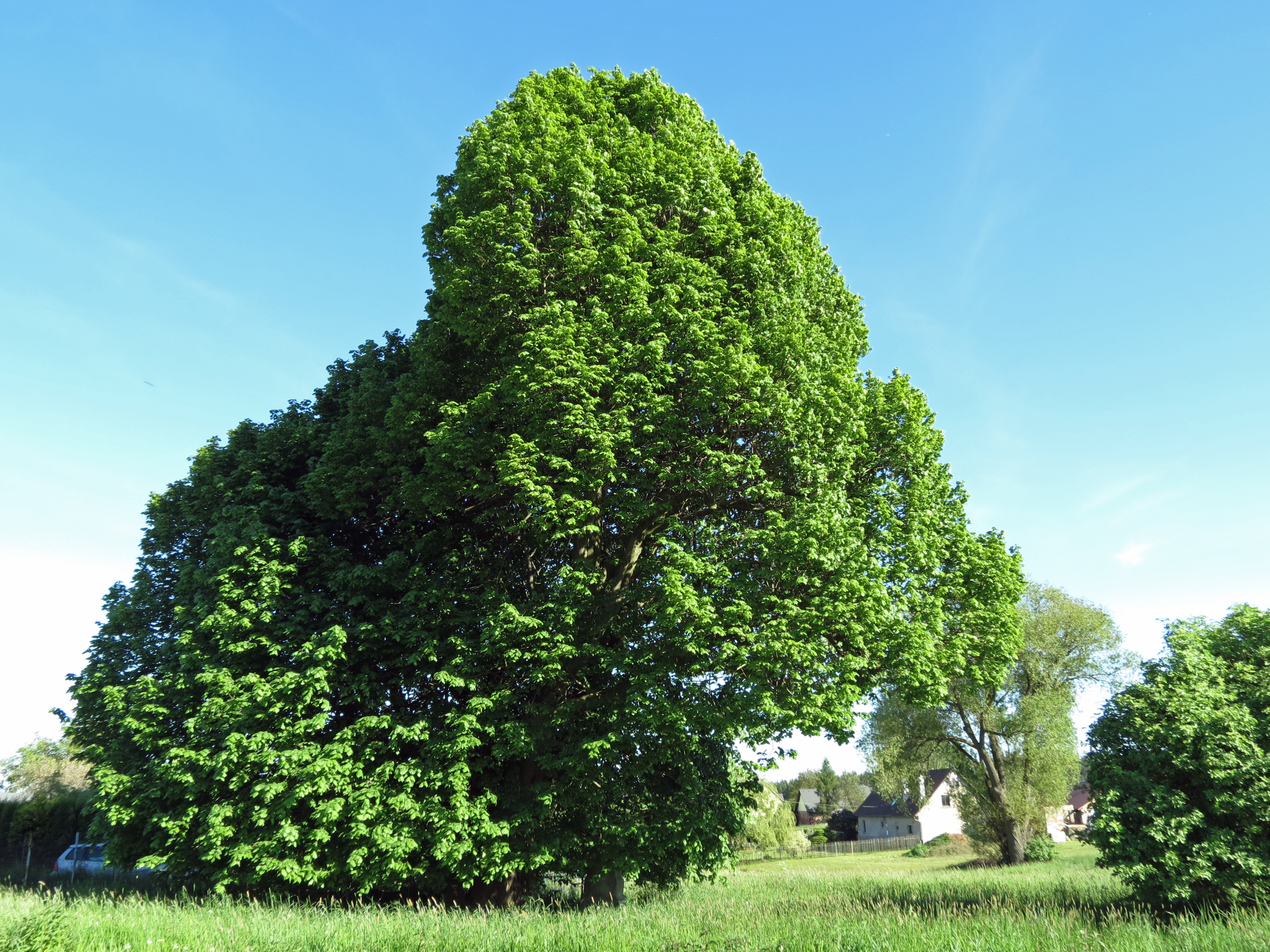
Jaro 2017